# Dolomit-Streifenfarn
Der Dolomit-Streifenfarn (Asplenium seelosii), auch Dolomiten-Streifenfarn genannt, ist eine Pflanzenart aus der Gattung Streifenfarne (Asplenium) innerhalb der Familie der Streifenfarngewächse (Aspleniaceae).

## Beschreibung

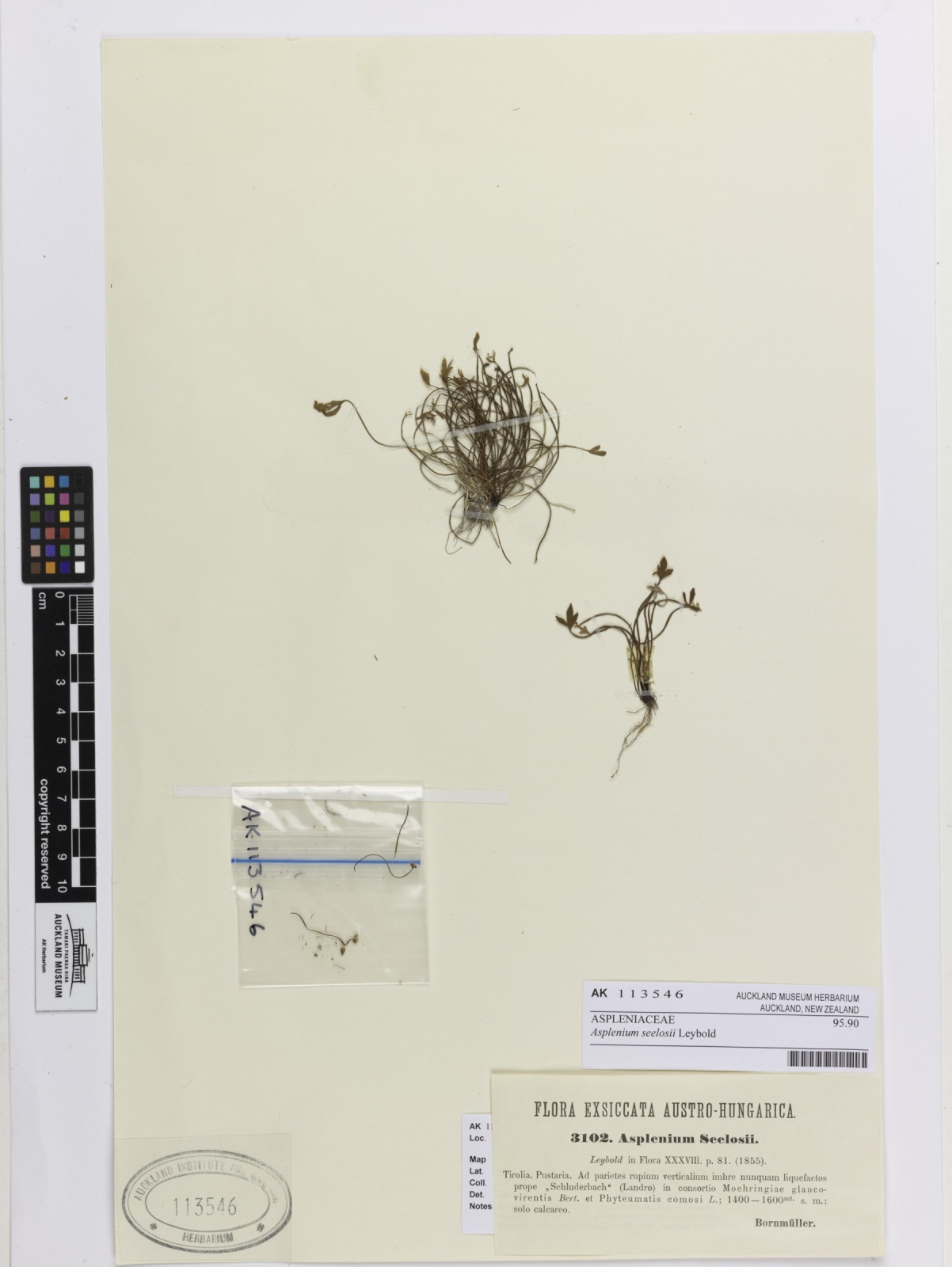
Herbarexemplar (Bitte kein Pflanzenmaterial aus Naturbeständen entnehmen)

Der Dolomit-Streifenfarn ist eine ausdauernde krautige Pflanze und erreicht Wuchshöhen von 2 bis 10 Zentimetern. Das Rhizom ist kriechend und am oberen Ende mit glänzend schwarz-braunen, borstenförmig zugespitzten, kurz gewimperten Spreuschuppen besetzt. Die Blätter sind in Stiel sowie Spreite gegliedert und insgesamt 3 bis 10 Zentimeter lang. Der Blattstiel ist zwei- bis dreimal (bis fünfmal) länger als die Spreite und nur am Grund glänzend rot-braun und oben grün und rinnig; er ist nach außen gekrümmt, sodass die Blattspreiten rosettenartig ausgebreitet oder ganz zurückgeschlagen sind. Die lederige, glanzlose Blattspreite ist an jungen Pflanzen dreispaltig, später meist gefingert oder gefiedert-dreizählig, auf beiden Seiten und am Rand mit drüsigen Gliederhaaren. Die Blattabschnitte sind am Grund keilförmig kurzgestielt und im Umriss rhombisch-eiförmig. Der mittlere Blattabschnitt ist oft etwas größer als die seitlichen. Die Mittelrippe ist undeutlich. Die Blattabschnitte sind im oberen Bereich kerbsägig oder gezähnt, die untersten Zähne können sehr groß sein. Die drei bis fünf Sori jedes Blattabschnitts stehen in zwei Reihen, sind breit linealisch und verlaufen schräg zum Rand hin, später bedecken sie die ganze Unterseite. Der Schleier ist am Rand ausgefressen gezähnt.
Die Sporen werden im Juli und August reif.
Die Chromosomenzahl ist 2n = 72.

## Vorkommen und Gefährdung
Die beiden Unterarten kommen in Marokko, Spanien, Frankreich, Italien, Deutschland, Österreich und Slowenien vor.
Der Dolomit-Streifenfarn kommt in Mitteleuropa selten und hier nur in den Alpen vor. In Österreich ist der Dolomit-Streifenfarn in Niederösterreich, Oberösterreich, Steiermark, Kärnten, Ost- und Südtirol zu finden. In Österreich gilt er als „potentiell gefährdet“. In Deutschland ist der Dolomit-Streifenfarn „extrem selten“ und kommt nur bei Bad Reichenhall vor. In der Schweiz kommt der Dolomit-Streifenfarn nur im Kanton Tessin vor.
Der Dolomit-Streifenfarn wächst auf trockenen Kalk- und vor allem auf Dolomitfelsen, besonders in Felsspalten unter Überhängen. Er ist selten und auf die montane Höhenstufe beschränkt. Er ist pflanzensoziologisch eine Charakterart des Verbands Potentillion caulescentis. In den Julischen Alpen und in den Karawanken kommt er meist zusammen mit der Schopfteufelskralle (Physoplexis comosa) in der Assoziation Asplenio seelosii-Phyteumatetum comosi vor. In Mitteleuropa gedeiht der Dolomit-Streifenfarn in Höhenlagen von 190 bis 2350 Metern.
Die ökologischen Zeigerwerte nach Landolt et al. 2010 sind in der Schweiz: Feuchtezahl F = 1 (sehr trocken), Lichtzahl L = 2 (schattig), Reaktionszahl R = 5 (basisch), Temperaturzahl T = 3 (montan), Nährstoffzahl N = 2 (nährstoffarm), Kontinentalitätszahl K = 4 (subkontinental).

## Systematik und Verbreitung
Die Erstbeschreibung von Asplenium seelosii erfolgte 1855 durch Friedrich Leybold in Flora; oder, (allgemeine) botanische Zeitung, Band 38, S. 348, Tafel 15. Das Artepitheton seelosii ehrt den Tiroler Ingenieur Gustav Seelos (1831–1911) aus Bozen benannt, der diese Art am Schlern in Südtirol entdeckt hat.
Je nach Autor gibt es etwa zwei Unterarten::
- Asplenium seelosii Leyb. subsp. seelosii: Sie kommt in Deutschland, Österreich, Italien und Slowenien vor.[4]
- Asplenium seelosii subsp. glabrum (Litard. & Maire) Rothm. (Syn.: Asplenium seelosii var. catalaunicum Bol. & Vigo, Asplenium seelosii ssp. catalaunicum (Bol. & Vigo) P.Monts.): Ihre Blattspreite ist kahl.[2] Sie kommt in Marokko, Spanien und Frankreich vor.[4]